# Isabelle Anoh
Isabelle Anoh, de son vrai nom Anoh N’Gnimah Marcelle Isabelle est une animatrice-télé ivoirienne. 

## Biographie
Encouragée par sa mère à faire des études en communication, Isabelle devient journaliste et par la suite, directrice de publication du magazine de mode Afrikfashion. Elle est aussi animatrice de l’émission Tendance sur la Rti1. Une  emission qui  vise à aider les créateurs dans ce domaine et à promouvoir la mode africaine.

## Parcours
Initiatrice de l'évènement de mode Afrik Fashion Show créé en 2005, Isabelle Anoh célèbre chaque année la mode africaine. Débutant avec de petits moyens, l'évènement est aujourd'hui un rendez-vous incontournable en Afrique.     

## Prix et distinctions
Au cours de ce moment, les créateurs de mode, stylistes, modélistes et coiffeurs de Côte d'Ivoire et d'Afrique présentent leurs nouvelles collections devant un public composé de personnalités publiques locales et du domaine de la mode. Cet événement de mode a reçu le prix du West African Fashion Awards dans la catégorie Fashion Event of the year. Elle occupe les fonctions de directrice  adjointe au Centre de promotion des investissements en Côte d’Ivoire (CEPICI). Par ailleurs initiatrice de l’évènement « Afrik Fashion Show », Isabelle Anoh a été élue en Assemblée générale constitutive pour présider aux destinées de cette association le jeudi 05 octobre 2017. Celle-ci a pour objectif de promouvoir la créativité vestimentaire africaine. 
Créatrice de mode, Isabelle a lancé la première collection de sa ligne de vêtement appelée Missano. Collection réalisée avec la collaboration de deux stylistes ivoiriens de renom notamment Gilles Touré et Anderson D.
Dans ses perspectives, la création d’une chaîne de télé dont la ligne éditoriale sera la mode, le tourisme et l’artisanat.
En août 2021, Isabelle Anoh est nommée directrice générale par intérim de Côte d’Ivoire Tourisme, en remplacement de Nasseneba Touré Diané,.